# 坡地
坡地（英文：slope land），亦称坡面或斜坡面，是倾斜角大于2°的倾斜地面。全部陆地表面的80％以上都属于坡地，故其为地貌的主要组成部分。坡地的发展变化导致了地貌形体的变化。

坡地（斜面）的基本结构

## 坡地系统

### 特点
- 顺坡向下的重力的分力（下滑力）对促成坡面上的物质移动起着决定性的作用。
- 其为最普遍、最常见的地貌。

### 研究意义
认识坡地不仅对认识自然景观必要的，而且对控制因为人类通过耕作、工程建设或倾倒废物而变更了景观而导致的侵蚀或破坏有着巨大的意义。研究其既有理论意义，又有实践价值。

### 外部特征
- 坡度，指坡地“（片）面”和水平面的夹角，可以细分为：2°-5°极缓坡、5°-15°缓坡、15-25°缓陡坡、25°-35°陡坡、35°-55°极陡坡、＞55°直立坡。坡度与面状侵蚀关系密切。
- 坡形，指坡地“（片）面”的起伏特征。分平直坡（直线状）、凹坡、凸坡与凹凸形（阶梯状）坡。
- 坡向，指坡地“（片）面”的朝向。分类（按受太阳辐射之强度大小）有阳坡、半阳坡、半阴坡、阴坡等。
- 坡长，指坡地“（片）面”的斜线长度或投影在水平面上的长度，故有投影长度与斜坡长度的不同概念。分为长坡（＞500m）、中长坡（50-500m）、短坡（＜50m）。

坡度与其对应的百分比

### 坡地重力地貌

#### 类型
- 崩塌
- 滑坡
- 错落
- 蠕动

#### 动力来源
土石岩体的自身重量和其外部动力因素的助动力是形成这些地貌的基本动力来源。